# Buantan Lestari
Buantan Lestari is een bestuurslaag in het regentschap Siak van de provincie Riau, Indonesië. Buantan Lestari telt 2010 inwoners (volkstelling 2010).